# Henry Kellett
Henry Kellett (Clonabody, Tipperary, Irlanda, 2 de noviembre de 1806 – Clonabody, 1 de marzo de 1875) fue un oficial naval y explorador británico. 
Es conocido por haber participado en dos de las expediciones de rescate de la expedición perdida de Franklin y por haber socorrido a los miembros del HMS Investigator, los primeros hombres que lograron realizar la travesía del Paso del Noroeste. 

## Biografía
Kellett se unió a la Marina Real Británica en 1822. Pasó cinco años en las Antillas y luego se desempeñó en los buques de estudio de William Fitzwilliam Owen (1774-1857) en África, y como segundo al mando en el HMS Sulphur, bajo el mando directo de Edward Belcher (1799–1877) en las Indias Orientales y en la guerra del Opio con China (1840-41). 
En 1845 fue nombrado capitán de la fragata de exploración HMS Herald, para hacer trabajos en las costas del Pacífico de América Central. El barco fue reasignada en 1848 para unirse a la búsqueda de la expedición perdida de Sir John Franklin (1786 –1847). Durante ese viaje navegó por el estrecho de Bering a través del mar de Chukchi y descubrió la isla de Herald. Kellett desembarcó en la isla de Herald y la llamó así en honor de su barco. También avistó la isla de Wrangel, en el horizonte occidental. Regresóa Inglaterra en 1851, tras seis años de ausencia.
Kellett aceptó de inmediato un puesto en el mando del HMS Resolute para volver al ártico, y en la primavera de 1852 viajó como segundo al mando de la expedición dirigida por su antiguo capitán Edward Belcher, cuyas órdenes eran volver a realizar búsqueda de Franklin, esta vez en la región del Lancaster Sound. Belcher envió el HMS Resolute, con Kellet, y al HMS Intrepid, capitaneado por el ya famoso viajero ártico, el comandante Francis Leopold McClintock, al área de la isla Melville, para buscar a Franklin y dar ayuda, si fuese necesario, a otro barco del que no se sabía nada desde hacía meses y suponían en esa región, el HMS Investigator, capitaneado por Robert McClure, que había emprendido la búsqueda desde el estrecho de Bering. No encontraron a Franklin pero en esa expedición, uno de sus hombres, el teniente Bedford Pim logró realizar una travesía en trineo de 160 millas y contactar con McClure, atrapado en el hielo. Más tarde, se organizó una partida de rescate y McClure y sus hombres viajaron a pie hasta donde estaba Kellett. Debieron de pasar otro invierno atrapados en el hielo en el estrecho de Barrow. El comandante de la toda la expedición les ordenó abandonar los barcos, contra el criterio de Kellett, que no los veía en peligro, y se reunieron a pie con Belcher en isla Beechey, desde donde emprendieron el regreso a Inglaterra, donde llegaron en septiembre de 1854. Kellett fue juzgado por el abandono de sus barcos, pero las órdenes escritas de Belcher le exoneraron de toda culpa.
Kellett se alcanzó el grado de contraalmirante en 1854, y posteriormente tuvo mandos en las Indias Occidentales y China. Luego se retiró a su Clonabody natal, donde murió en 1875.